# تود د. ولترز
تود د. ولترز (بالإنجليزية: Tod D. Wolters)‏ هو قائد عسكري أمريكي، ولد في 13 أكتوبر 1960 في الولايات المتحدة.